# Dinocheirus solus
Dinocheirus solus är en spindeldjursart som beskrevs av Clarence Clayton Hoff 1949. Dinocheirus solus ingår i släktet Dinocheirus och familjen blindklokrypare. Inga underarter finns listade i Catalogue of Life.